# چپرگرام
چپرگرام (به انگلیسی: Chappargram) یک شهرک در پاکستان است که در ناحیه بتگرام واقع شده‌است. چپرگرام ۷٬۵۰۰ نفر جمعیت دارد و ۱٬۰۷۳ متر بالاتر از سطح دریا واقع شده‌است.

## نگارخانه

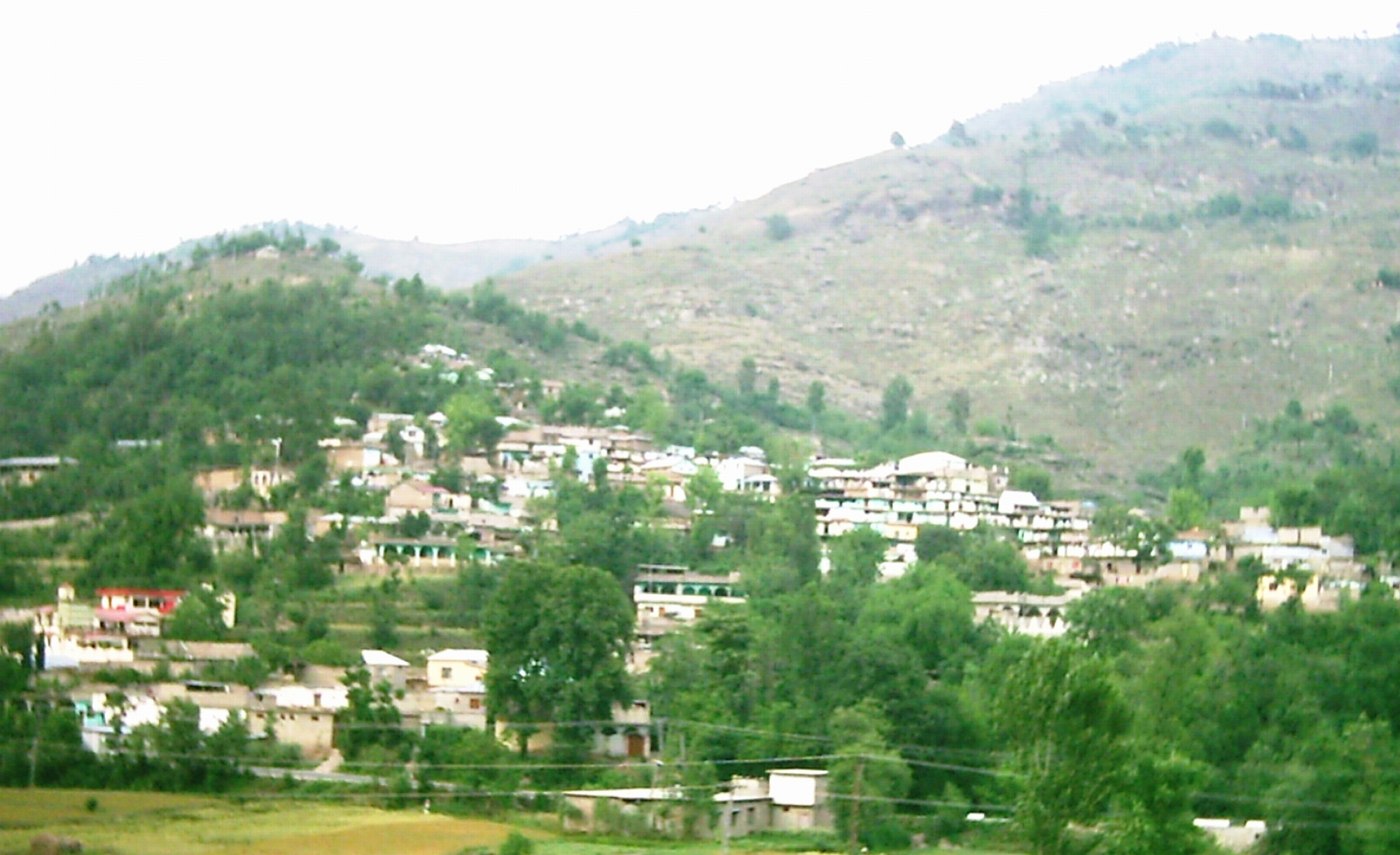
نمایی از چپرگرام.
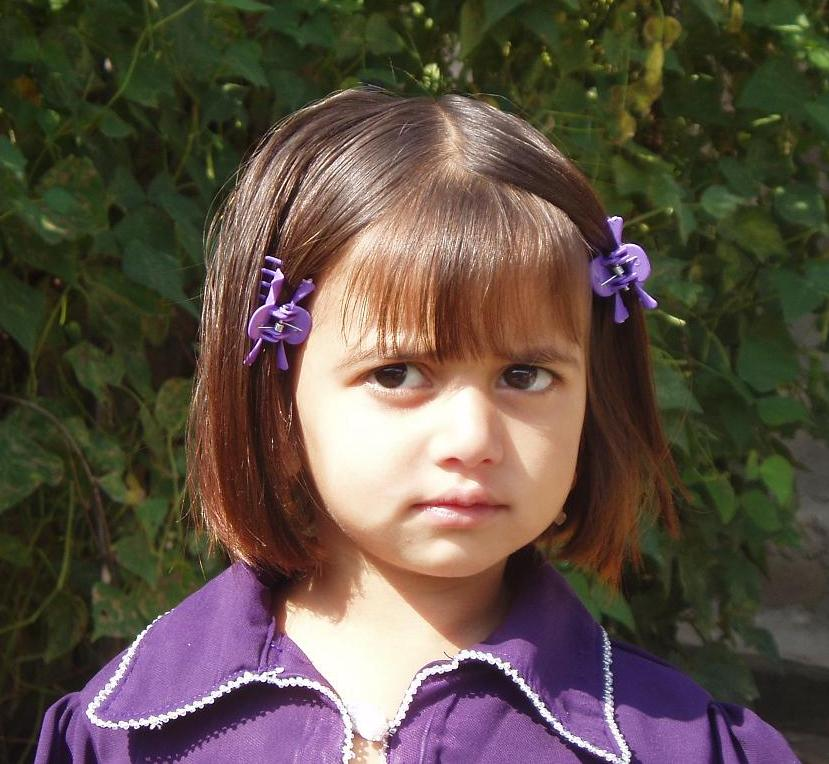
کودکی اهل چپرگرام
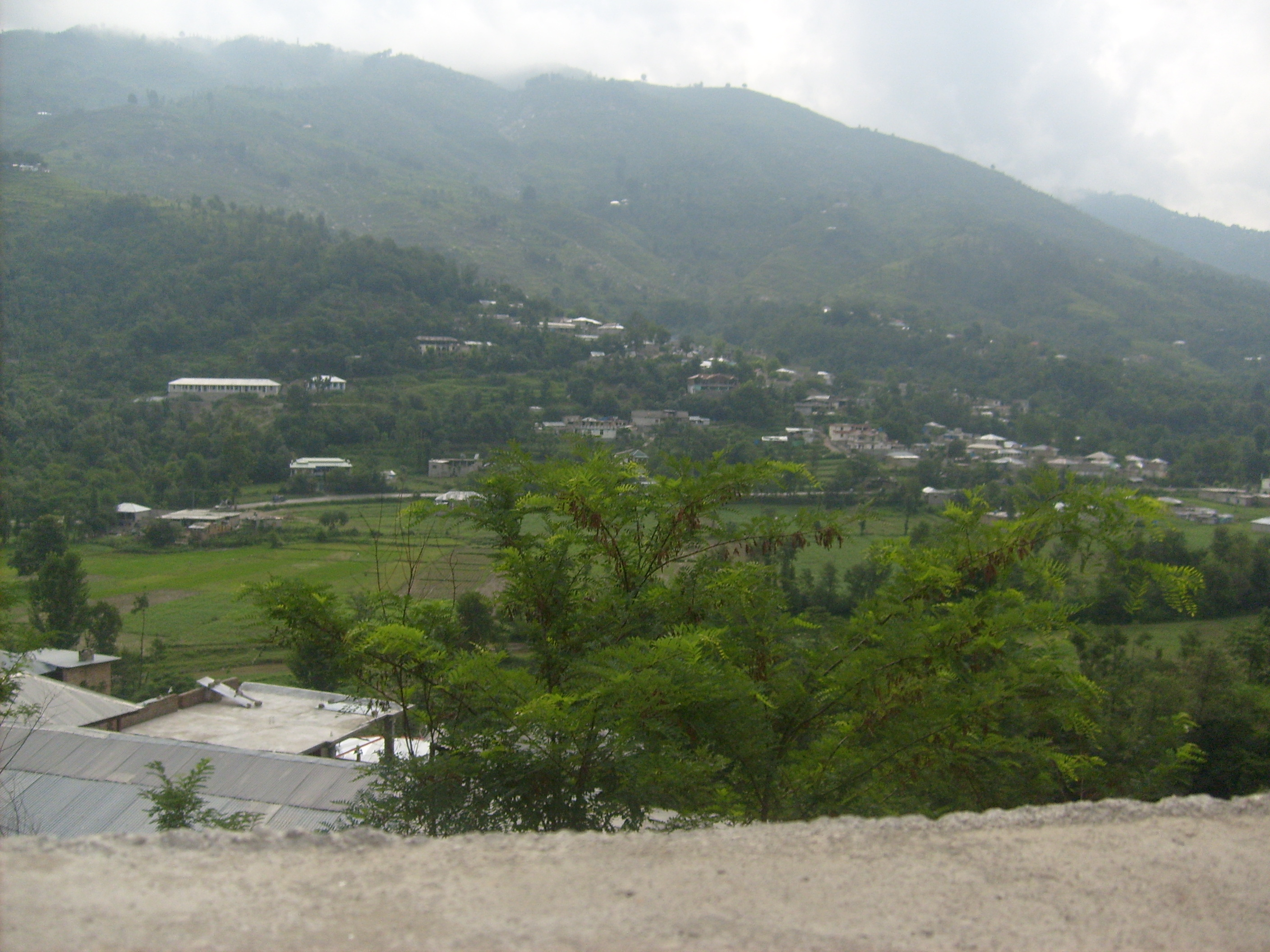